# Пам'ятник Тарасові Шевченку (Завадів)

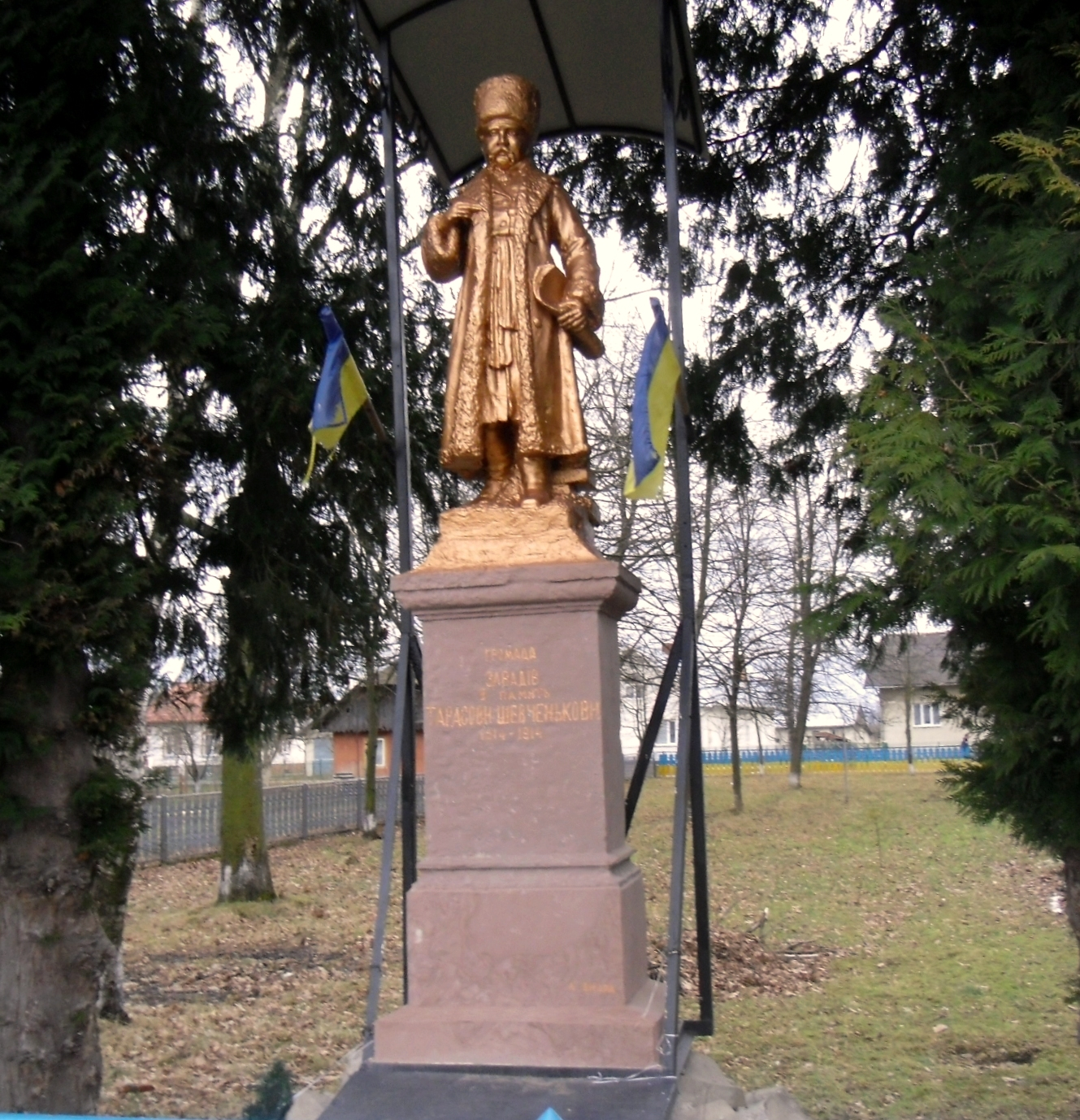
Пам'ятник 1916 року в Завадові

Пам'ятник Тарасові Шевченку у селі Завадів Стрийського району Львівської області — один із найстаріших пам'ятників Тарасові Шевченку, на яких поета зображено в повен зріст. Встановлений 1 червня 1916 року.

## Ідея спорудження
Ініціатором спорудження першого на Стрийщині пам'ятника Великому Кобзареві був отець Остап Нижанківський. Імовірно, пропозиція виходила від Івана Франка, а композитор перейнявся нею і з наближенням 100-річчя від дня народження Тараса Шевченка 1914 року озвучив її та діяльно взявся за втілення в життя. Очевидно, певні кошти на це знайшов крайовий молочарський кооператив «Маслосоюз», котрий діяв з 1904 року в Завадові з ініціативи отця О. Нижанківського.

## Створення
У Стрию тоді мешкав скульптор Андрій Видра. Мабуть, він спеціалізувався на виготовленні кам'яних надгробків для старого стрийського цвинтаря, знищеного після Другої світової війни комуно-російською владою. Парох замовив у нього пам'ятник поетові у повен зріст. Завадівські господарі привезли з Карпат возами камінь на скульптуру і постамент. На початку Першої світової війни, 1 серпня 1914 року, витвір було завершено. Але швидке просування російсько-австрійського фронту від державного кордону на захід, углиб Австро-Угорщини, примусило відкласти відкриття монумента до кращих часів.

## Відкриття
Розповідаючи про відзначення у с. Завадові в четвер, 1 червня 1916 року, першої річниці звільнення краю від російських окупантів, львівська газета «Діло» за четвер і п'ятницю 8 і 9 червня 1916 року процитувала слова з виступу організатора Стрийського повіту Єроніма Калитовського: 
| З вдячности і пієтизму для славних борців, що свої молоді голови ложили в Березині (місце і лісок біля Завадова. — Р.П.), порішила громада Завадів за почином свого пароха о.Остапа Нижанковського у роковини пам’ятної битви уладити на могилах поляглих урочисті поминки з полевою Службою Божою і панахидою, а при тій нагоді відсвяткувати також відкритє пам’ятника Тараса Шевченка, якого гарна камінна статуя, коштом громади фундована, стояла вже в ювилейнім році 1914, та не діждавшись свого відкриття з причини вибуху війни, цілий час ворожої інвазії спочивала закопана в землю… Не хотячи свого дорогого пам’ятника віддавати ворогу на поталу, славетні громадяни Завадова свого Тараса Шевченка перед наступом неприятеля завчасу на сім самім місци закопали в землю, а на цоколи поставили хрест, і так дорогий той пам’ятник, ніким не зраджений, оставав закопаним в землю через цілий час ворожої інвазії… Тим то і пам’ятник сей, поважні громадяне, …є заразом також воєнним пам’ятником нашого визволення і освободженя з під ворожої кормиги. |
Після релігійної частини свята урочиста велелюдна процесія за участю парохів Остапа Нижанківського із Завадова та Петра Шанковського із сусідніх Дулібів, стрийських урядників, селян, гостей рушила до тимчасової дерев'яної каплиці на місці завадівської церкви біля парохіяльного дому, що згоріла 1915 року внаслідок боїв. Знову — цитата з газети «Діло»: 
| По уставленню гостий і народу знято з пам’ятника заслону, і очам явилась гарно з білого каменя вирізблена статуя Тараса Шевченка у весь ріст, у довгій чамарі з традиційною шапкою на голові, уміщена на підмурованю з білого каменя і високім цокли |.
Запрошені зі Стрия військовий оркестр 88-го полку австрійської армії виконав державний гімн, а хор Січових стрільців, підтриманий присутніми жителями, — тоді вже улюблену в народі пісню нашої волі «Ще не вмерла Україна».
Урочисте відкриття пам'ятника Т.Шевченкові в Завадові 1 червня 1916 року перетворилось на величну й незабутню подію, торжество перемоги і визволення від окупантів, справжнє свято української мови і літератури. А завершилися урочистості в Завадові прийняттям усіх його гостей і спільним обідом удома в господаря парохії о. Остапа Нижанківського. Пам'ять про неї переходить від покоління до покоління.

## Сучасний стан
За польської окупаційної влади пам'ятник двічі скидали з підмурівка. Але завадівський учитель Казимир Шмідт, німець за походженням, заховав і відновив його на постаменті. Утретє монумент понівечила 1940 року комуно-російська окупаційна влада. Знову зберіг скульптуру і згодом повернув на місце той самий учитель, тоді вже директор Завадівської школи (помер 1974 року).
Пам'ятник Тарасові Шевченку у Завадові 1914—1916 років за мистецьким рівнем поступається спорудженим пізніше. Однак він є одним із небагатьох перших пам'ятників поетові, збережених історією. У цьому полягає його культурна цінність.

## Новий пам'ятник
Від 6 серпня 1989 року він сусідує з новим величним пам'ятником Тарасові Шевченку роботи львівських скульпторів батька і сина Василя і Володимира Одрехівських.